# Ernostyx chuncho
Ernostyx chuncho är en mångfotingart som beskrevs av Chamberlin 1941. Ernostyx chuncho ingår i släktet Ernostyx och familjen Platyrhacidae. Inga underarter finns listade i Catalogue of Life.